# Al-Tai FC
Al-Tai FC (arab. نادي الطائي) – saudyjski klub piłkarski, mający siedzibę w Ha’il, założony w 1961 roku, grający w rozgrywkach Saudi Professional League.

## Obecny skład
Stan na 18 czerwca 2024
| Nr | Poz. | Piłkarz                  |
| -- | ---- | ------------------------ |
| 1  | BR   | Victor Braga             |
| 3  | OB   | Abdulaziz Majrashi       |
| 4  | OB   | Abdulkarim Sultan        |
| 5  | OB   | Enzo Roco                |
| 6  | PO   | Abdulaziz Al-Harabi      |
| 7  | NA   | Salman Al-Muwashar       |
| 8  | OB   | Tareq Abdullah           |
| 9  | NA   | Marko Dugandžić          |
| 10 | NA   | Virgil Misidjan          |
| 11 | NA   | Andrei Cordea            |
| 12 | OB   | Hussain Qasim            |
| 13 | NA   | Salem Abdullah Al-Toiawy |
| 17 | NA   | Abdulrahman Al-Harthi    |
| 18 | PO   | Mohammed Al-Qunayan      |
| 22 | BR   | Bader Nawaf              |

| Nr | Poz. | Piłkarz               |
| -- | ---- | --------------------- |
| 23 | NA   | Nawaf Al-Qamiri       |
| 26 | PO   | Jamal Bajandooh       |
| 27 | OB   | Robert Bauer          |
| 30 | PO   | Alfa Semedo (kapitan) |
| 43 | PO   | Bernard Mensah        |
| 44 | BR   | Moataz Al-Baqaawi     |
| 45 | NA   | Abdulfattah Asiri     |
| 50 | OB   | Abdulmohsin Fallatah  |
| 70 | NA   | Rakan Al-Shamlan      |
| 77 | NA   | Hassan Al-Omari       |
| 79 | BR   | Turki Al-Shammari     |
| 86 | NA   | Amer Khalil           |
| 88 | OB   | Ibrahim Al-Nakhli     |
| 90 | NA   | Adeeb Al-Haizan       |
| 99 | NA   | Hazaa Al-Hazaa        |

### Zawodnicy na wypożyczeniu
Stan na 18 czerwca 2024
| Nr | Poz. | Piłkarz                                                               |
| -- | ---- | --------------------------------------------------------------------- |
|    | OB   | Ibrahim Al-Ali (na wypożyczeniu w Al-Lewaa Club do 30 czerwca 2024)   |
|    | OB   | Yazan Al-Buhairan (na wypożyczeniu w Al-Qala Club do 30 czerwca 2024) |
|    | NA   | Hatim Al-Mushhin (na wypożyczeniu w Al-Lewaa Club do 30 czerwca 2024) |